# Дзвежно (Куявско-Поморское воеводство)
Дзвежно — деревня в гмине Хелмжа Торуньского повета Куявско-Поморского воеводства в центральной части севера Польши. Население — около 400 человек.